# Джеймс, Майк (регбист)
Майк Джеймс (англ. Mike B. James, родился 21 июля 1973 в Ванкувере) — канадский регбист, игравший на позиции лока (замка).

## Карьера

### Клубная
Выступал на позиции лока во французском чемпионате за команды «Перпиньян» и «Стад Франсе». В составе «Стад Франсе» выигрывал трижды чемпионат Франции (2003, 2004, 2007) и дважды выходил в финал Кубка Хейнекен (2001 и 2005). Выступал за сборную звёзд чемпионата Франции «Френч Барбарианс».

### В сборной
В сборной сыграл 54 матча (из них 9 на чемпионатах мира) и набрал 20 очков с 4 попыток. Несколько раз выводил сборную в ранге капитана. Сыграл на четырёх чемпионатах мира (1995, 1999, 2003 и 2007).

## Тренерская карьера
В 2008 году Майк Джеймс был назначен главным тренером регбийного клуба «Бёрнаби Лейк», в котором когда-то играл. Он проработал в нём два сезона, а вскоре стал тренером клуба «Бритиш Коламбия Бэрз» (работал с 2009 по 2010 годы).